# سئونیتسا
سونیتسا (به آلمانی: Lichtenwald) در اسلوونی با جمعیت ۴٬۹۹۳ نفر است که در lower styria واقع شده‌است.